# Phobaeticus pinnipes
Phobaeticus pinnipes är en insektsart som först beskrevs av Ludwig Redtenbacher 1908.  Phobaeticus pinnipes ingår i släktet Phobaeticus och familjen Phasmatidae. Inga underarter finns listade i Catalogue of Life.